# Tahira (Pferd)
Tahira (* 6. Februar 2010) ist ein deutsches Rennpferd, das Flachrennen lief. Die Stute war 2013 im Ranking unter den besten 30 deutschen Pferden. Sie gehörte zu den besten 3-jährigen Stuten Deutschlands.

## Pedigree
Tahira wurde am 6. Februar 2010 in Sachsen auf dem Gestüt von Ralf Paulick geboren und dort großgezogen. Besitzer waren Uwe Deikert und Thomas John (ebenfalls Züchter), die unter dem Decknamen „Stall Memory“ agierten, schon vor Tahiras Geburt war sie dort im Besitz.
Trainiert wurde sie von Uwe Stech in Hoppegarten. Mutter ist die nicht gelaufene Tennessee Queen, Vater ist Doyen (Gestüt Auenquelle), der Europäische Champion (2004) und Sieger des King George VI and Queen Elizabeth Stakes (2004).

## Rennen und Erfolge
Mit zwei Jahren kam sie in den Rennstall von Uwe Stech in Hoppegarten und wurde dort trainiert. Weil nicht sicher war, ob sie frühreif ist, absolvierte sie ihr Debüt erst am 21. April 2013 auf der Galopprennbahn Hoppegarten im Preis der Besitzervereinigung für Vollblutzucht und Rennen e.V. über eine Distanz von 1800 m mit Koen Clijmans im Sattel. Sie erreichte in ihrem ersten Rennen bei sieben Teilnehmern den vierten Platz.
Am 4. Mai 2013 wurde sie im Heinz-Jentzsch-Gedächtnisrennen auf der Galopprennbahn Dresden-Seidnitz Zweite hinter Nordvulkan (dieser war später Dritter im Deutschen Derby). Die Distanz betrug 1900 m, geritten wurde sie vom Jockey Jozef Bojko.
Am 20. Mai 2013 startete sie im R+V Trophy der R+V Versicherungsgruppe-Rennen auf der Neue-Bult-Rennbahn in Hannover über 1750 m. Insgesamt gingen 10 Pferde an den Start. Im Sattel saß zum Koen Clijmans, der Tahira bereits beim Debüt in Hoppegarten ritt. Kurz vor der Ziellinie holte Tahira die noch führende Antonella ein, wodurch sie den ersten Platz erreichte.
Nach ihrem ersten Sieg ging sie am 12. Juni 2013 beim Prix MIR in Düsseldorf mit weiteren 13 Pferden über 1700 m an den Start. Geritten wurde sie von Koen Clijmans. Bis zur Zielgerade lag sie an letzter Stelle, konnte jedoch noch an anderen Pferden vorbeiziehen und wurde mit einer Kopflänge Zweite hinter Ocean Tiger.
Als Nächstes startete sie beim Derby-Meeting (dem wichtigsten Pferderenn-Meeting in Deutschland) am 7. Juli 2013 in Hamburg im Hapag-Lloyd Rennen, einem mit 52.000 € dotierten BBAG Auktionsrennen.
13 Pferde mit sehr hohem Leistungsniveau gingen in diesem Rennen an den Start, Tahira wurde von Eduardo Pedroza geritten. Wieder entschied sich das Rennen auf der 500 m Zielgerade: Tahira konnte 11 Plätze gut machen und gewann mit einer halben Länge vor Turfjäger.
Tahira startet daraufhin am 1. September 2013 in ihrem ersten Listenrennen, dem mit 20.000 € dotierten Berenberg Bank Cup in Baden-Baden. Geritten wurde sie von Jozef Bojko. In diesem Rennen wurde sie mit drei Längen hinter dem Sieger Fünfte.
Am 29. September 2013 ging sie in Hannover beim Großen Preis Jungheinrich Gabelstapler, einem 52.000 € BBAG Auktionsrennen an den Start (2000 m). Im Sattel saß wieder Jozef Bojko. Tahira ließ dem in der auf Zielgerade führenden Erlkönig (mit Andrasch Starke) keine Chance und gewann das Rennen. Dritte wurde die spätere Gruppe ΙΙΙ Siegerin Nausica Time.
Sie beendete das Jahr 2013 mit einem GAG von 89,5 kg und war im Ranking der deutschen Pferde unter den besten 30.

## Verkauf nach England
Im Jahr 2013 wurde Tahira nach England verkauft. Nach ihrem letzten Rennen 2013 in Deutschland hatte sie ein GAG von 89,5 kg und hatte damit die Qualität, um in Blacktype-Rennen zu laufen.
Der neue Besitzer ist Carl Hinchy. Trainiert wird Tahira von J J Quinn. Da sie nach Aussagen von Uwe Stech schwierig im Umgang ist, hat sich ihre Leistung in England verschlechtert. So fehle ihr der tägliche Koppelgang, der in England nicht üblich sei. Nach einem weiteren Trainerwechsel verbesserte sich ihre Leistung enorm, und sie gewann so auf Listenebene.